# 莊元臣
莊元臣（1560年—1609年），字忠甫，號方壺，浙江湖州府归安县民籍，直隶吴江县人，明朝政治人物。

## 生平
万历二十五年（1597年）丁酉科應天乡试舉人，萬曆三十二年（1604年）甲辰科进士，工部觀政，授中書舍人，三十三年充册封副使，册封周府奉新、义阳、安吉、商城四王，后以母丧归里。三十七年服闋北上，至山东济宁，卒于舟中。

## 著作
著有《曼衍斋文集》、《庄忠甫杂著》等。